# Aleksander Ford
Alexander Ford, původním jménem Mosze Lifszyc (24. listopadu 1908 Kyjev – 4. dubna 1980 Naples) byl polský filmový režisér a scenárista.
Filmovat začal jako student uměnovědy na Varšavské univerzitě, první celovečerní film natočil v roce 1930. Jako přesvědčený komunista odešel za druhé světové války do Sovětského svazu a pracoval v armádní filmové propagandě. Roku 1945 se stal ředitelem státní organizace Film Polski, také přednášel na Státní filmové škole v Lodži. Neorealismem ovlivněný film o mladých delikventech Pětka z Barské ulice podle předlohy Kazimierze Koźniewského byl oceněn na Filmovém festivalu v Cannes. Podle románu Henryka Sienkiewicze natočil historický velkofilm Křižáci, který byl jedním z nejnavštěvovanějších snímků v historii polské kinematografie a byl nominován na Oscara za nejlepší cizojazyčný film.
Byl vůdčí osobností polského filmu své doby, pro své autoritářské metody byl nazýván „carem“. V důsledku četných konfliktů s cenzurou však jeho podpora režimu postupně slábla a stal se jedním z hlavních terčů antisemitské kampaně vedené ministrem vnitra Mieczysławem Moczarem v roce 1968, což vedlo k jeho odchodu z Polska, kde pak bylo zakázáno jeho filmy promítat. V exilu natočil životopisný film o Januszi Korczakovi. V roce 1980 svůj život dobrovolně ukončil.

## Filmografie
- 1929: Nad ranem
- 1930: Maskoty
- 1932: Legion Ulicy
- 1934: Nie miała baba kłopotu
- 1936: Mir kumen on
- 1938: Ludzie Wisly
- 1945: Majdanek – cmentarzysko Europy
- 1948: Hraniční ulička
- 1952: Chopinovo mládí
- 1954: Pětka z Barské ulice
- 1958: Ósmy dzień tygodnia
- 1960: Křižáci
- 1964: První den svobody
- 1966: Angeklagt nach § 218
- 1973: The First Circle
- 1974: Sie sind frei, Dr. Korczak